# Аб'яне
Аб'яне (перс. ابيانه) — 2500-річне село в Ірані, що діє як музей. У селищі проживає 305 жителів у 160 сім'ях згідно перепису 2006 року.

## Назва
Аб'яне походить від слова «віоне», що означає «вербовий гай» на місцевому діалекті.

## Географія і геологія
Село розміщене у центральному Ірані у шахрестані Натанж, 30 кілометрів від траси Кашан-Ісфахан. Побудоване на схилі гори Каркас у долині річки Барзуд.

## Архітектура
Аб'яні збудовано терасами на схилі гори. Усі будинки направлені зовнішньою стіною на схід для максимального зігрівання на сонці взимку. Будинки мають просту конструкцію з глини, пласкі дахи та зазвичай містять різні кімнати для літа та зими.
Червона глина, що зустрічається у цьому регіоні та використовується у будівництві традиційних помешкань на терасах, надає Аб'яне оригінального, привабливого для туристів вигляду.

## Храми
На території селища є вогняний зороастрійський храм Харпак, що розміщується на центральній алеї поселення. На відміну від інших будинків, що зроблені з глиняних блоків та дерев'яного перекриття, храм побудований з каменю, скріпленого будівельним розчином. Стелі зроблені також з каменю. Купол стоїть на чотирьох колонах. Храм збудований у часи Імперії Ахеменідів та функціонував під час Держави Сасанідів. Проте за династії Сефевідів був переобладнаний.
Велика мечеть Аб'яне вважається одним з найкрасивіших стародавніх храмів у Ірані. Вона була збудована за часів Сельджуцької імперії підтверджуючи той факт, що місцеве населення перейняло іслам після захоплення Персії арабами. Оскільки Аб'яне було зороастрійським поселення до правління династії Сефевідів, частина населення продовжувало здійснювати обряди паралельно з впровадженням мусульманства. У мечеті є два шабестани (місця для відпочинку), один для літа та один для зими. Колони у цих приміщеннях зроблені з цільного стовбура горіха, стіни оздоблені візерунками зі стукко. У зимовому шабестані збереглися вирізані на міхрабі написи, що датовані 466 та 467 рр. ісламського календаря, що відповідає 1074 та 1075 рокам н. е. та збігається з часом існування Сельджуцької імперії. Літній шабестан має дерев'яну стелю та колони з геометричним дизайном. Мечеть розділена метровою дерев'яною перегородкою на дві частини — жіночу та чоловічу. В оздоблені храму можна побачити вирізані тексти Корану куфічним письмом та зображення квітів лотосу.
В Аб'яне та околицях також є мечеті пізніших періодів — Хааджатджаах, збудована в часи правління династії Сефевідів, та Порзалех, зведена у часи Держава Хулагуїдів. У останній збереглися оригінальні горіхові двері з різьбленням, датовані 1302 роком.
Окрім мечетей в селищі є дві ханаки (суфійські обителі), що збудовані під час правління шаха Аббаса I Великого спеціально для проведення зібрань суфійського братства та проведення їхніх ритуалів. Одна ханака використовувалася для зібрання дервішів, а інша для мирян. Остання була триповерхова, проте верхній поверх демонтували для того, щоб легше чистити сніг взимку. Приміщення вишукано оздобленні розмальованими стукко.

## Фортеця
Фортеця Палахамуна чи Такхт-е-Хаман, що розміщена на південному заході від селища, була збудована 200 років тому. З неї розкривається гарний вид на селище.

## Традиції
Жінки в Аб'яне традиційно носять білі довгі чадри з кольоровими візерунками, що дуже відрізняються від переважно чорного одягу іранських жінок у містах. Цей стиль одягатися зберігся від зороастрійських часів і приваблює туристів.
Місцевий діалект зберігає багато залишків середньоперської мови, що зараз є мертвою мовою іранської групи; була офіційною мовою Сасанідської імперії, та Парфянської мови.

## Захист
Стародавнє поселення було зареєстроване як іранське національне надбання у 1973 році, діалект та традиційні церемонії (наприклад носіння Накхла та Джагхджажхехзані) як нематеріальна спадщина у 2013. Аб'яне порівнюють з Масуле, що також збудований терасами на схилі гори.
В 2005 році у селищі провели археологічні розкопки.

## Туризм
В'їзд на територію села платний і становить 50000 ріалів (листопад 2016). Екскурсію в Аб'яне можна замовити у Кашані.

## Галерея

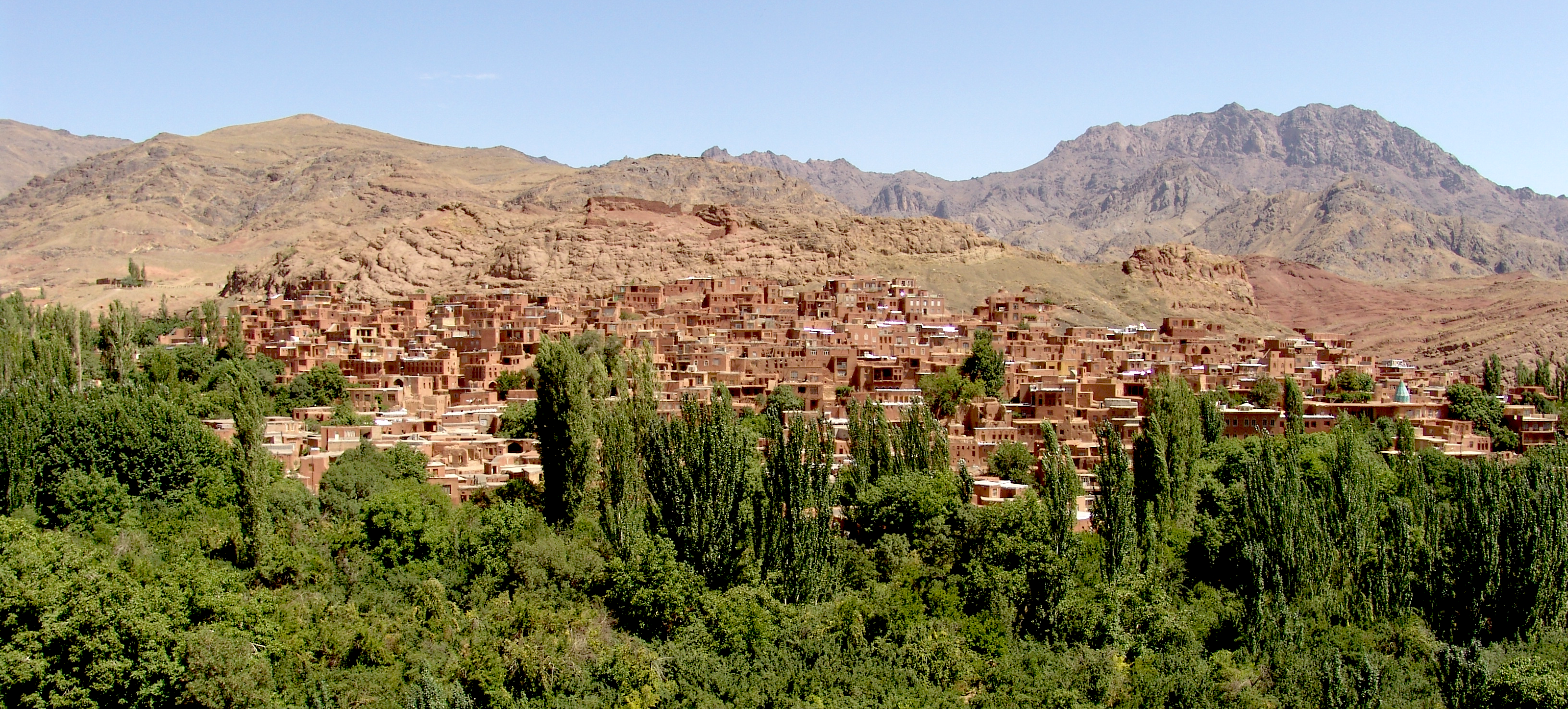
Панорама селища
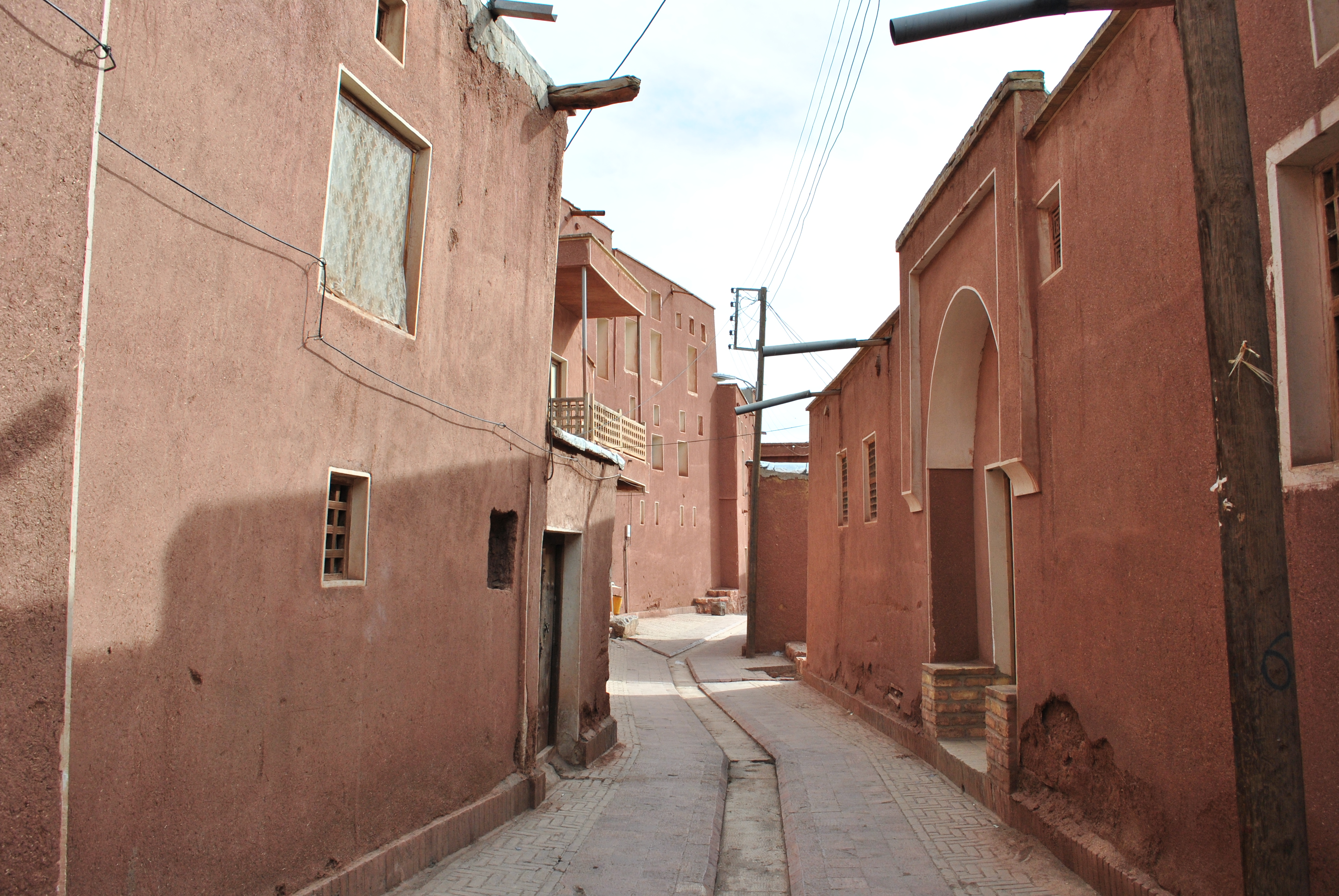
В селі
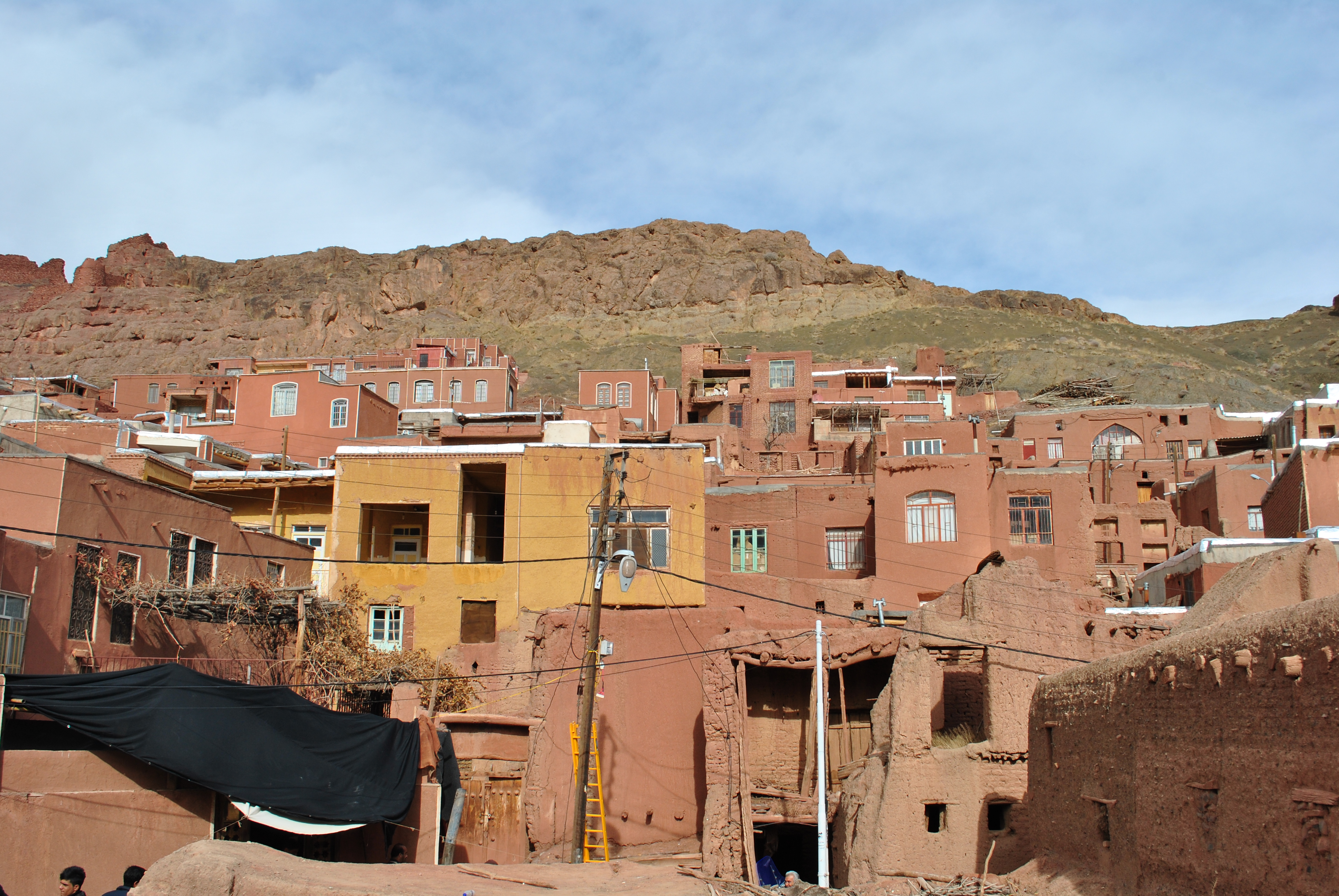
Традиційні будинки
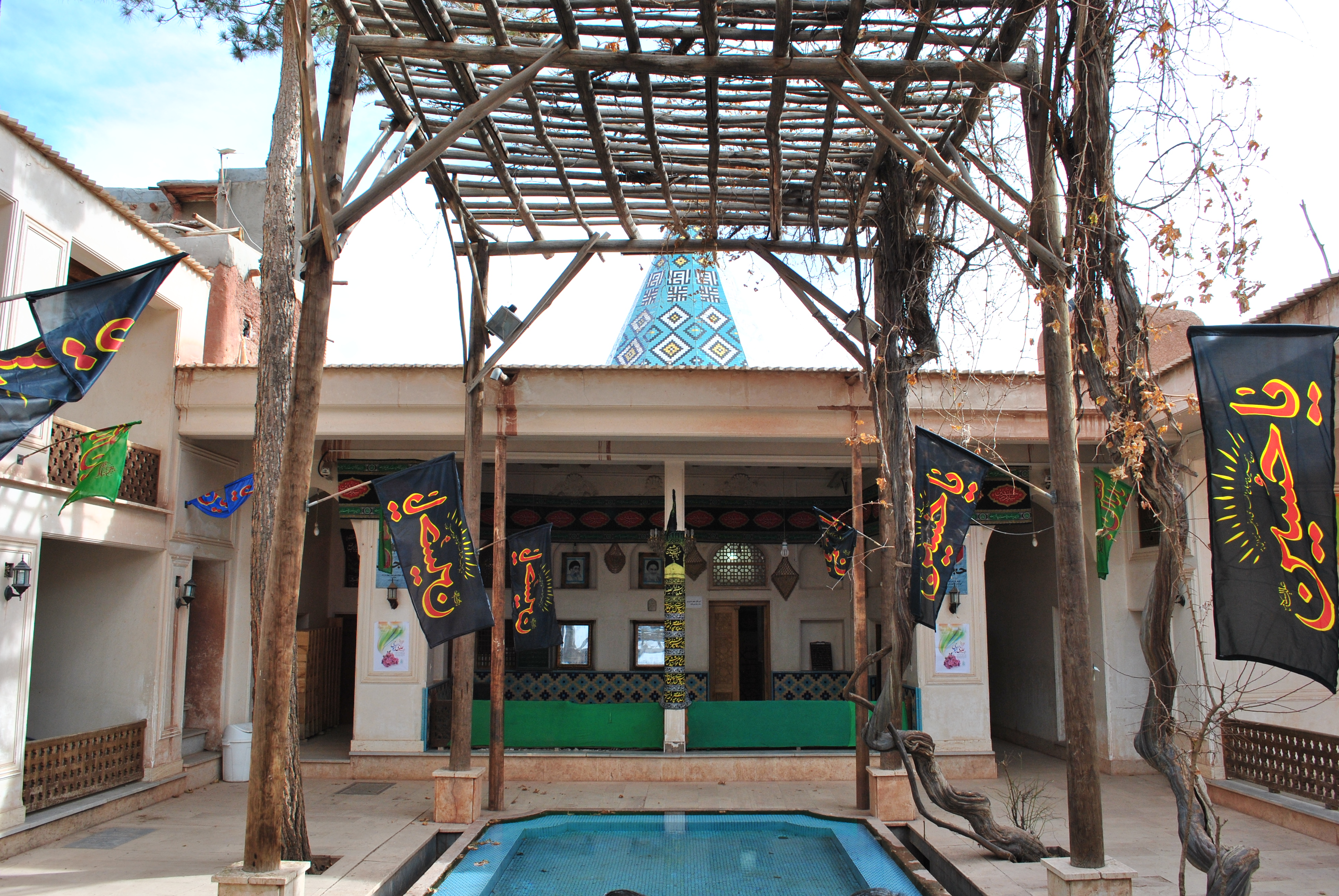
Всередині мечеті
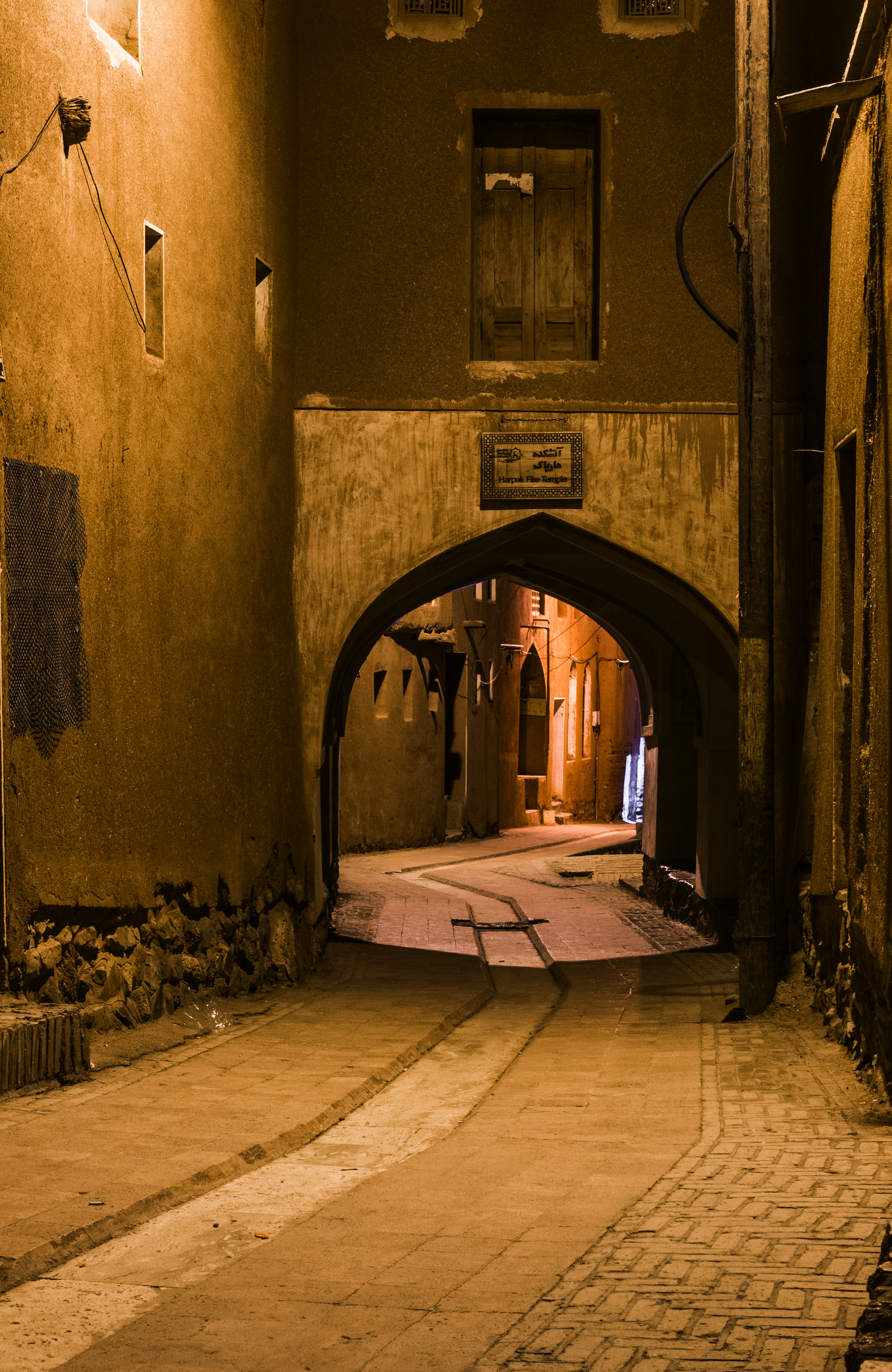
Вулиця селища
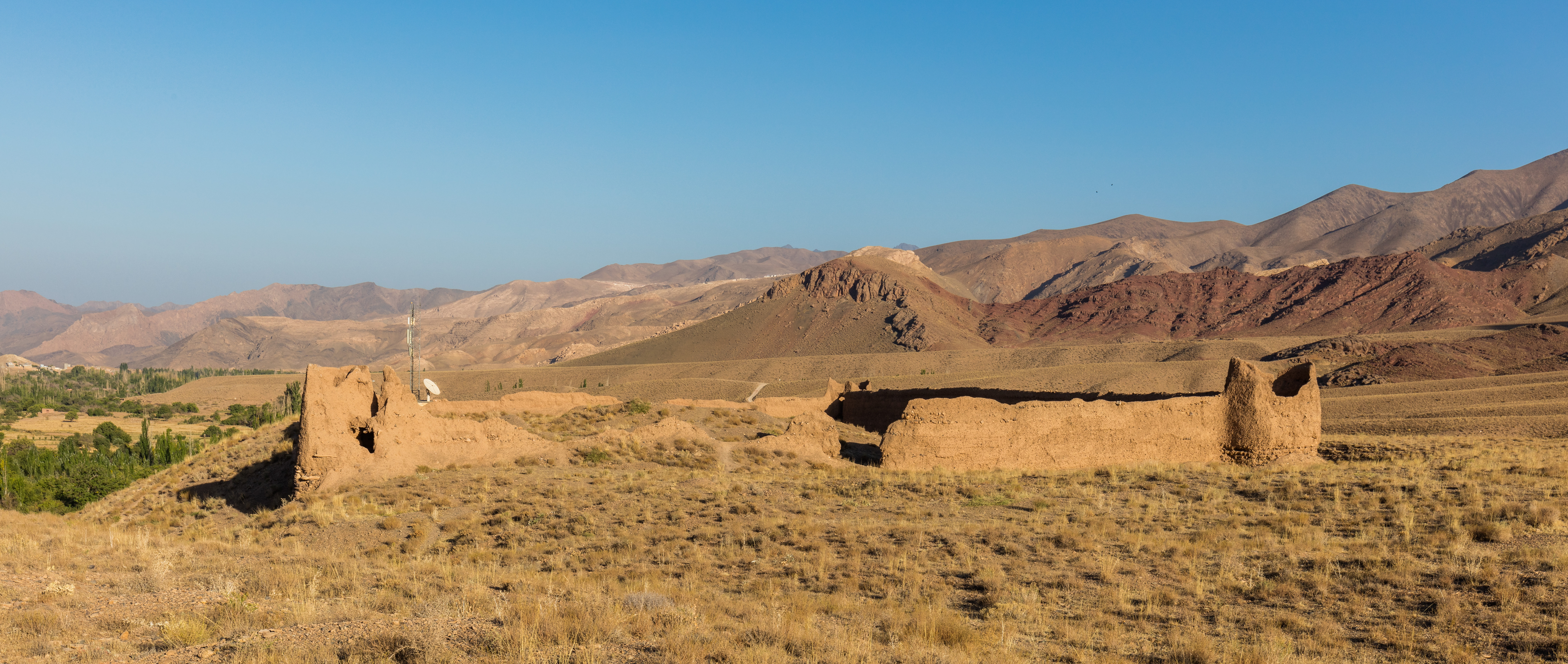
Фортеця Такхт-е-Хаман
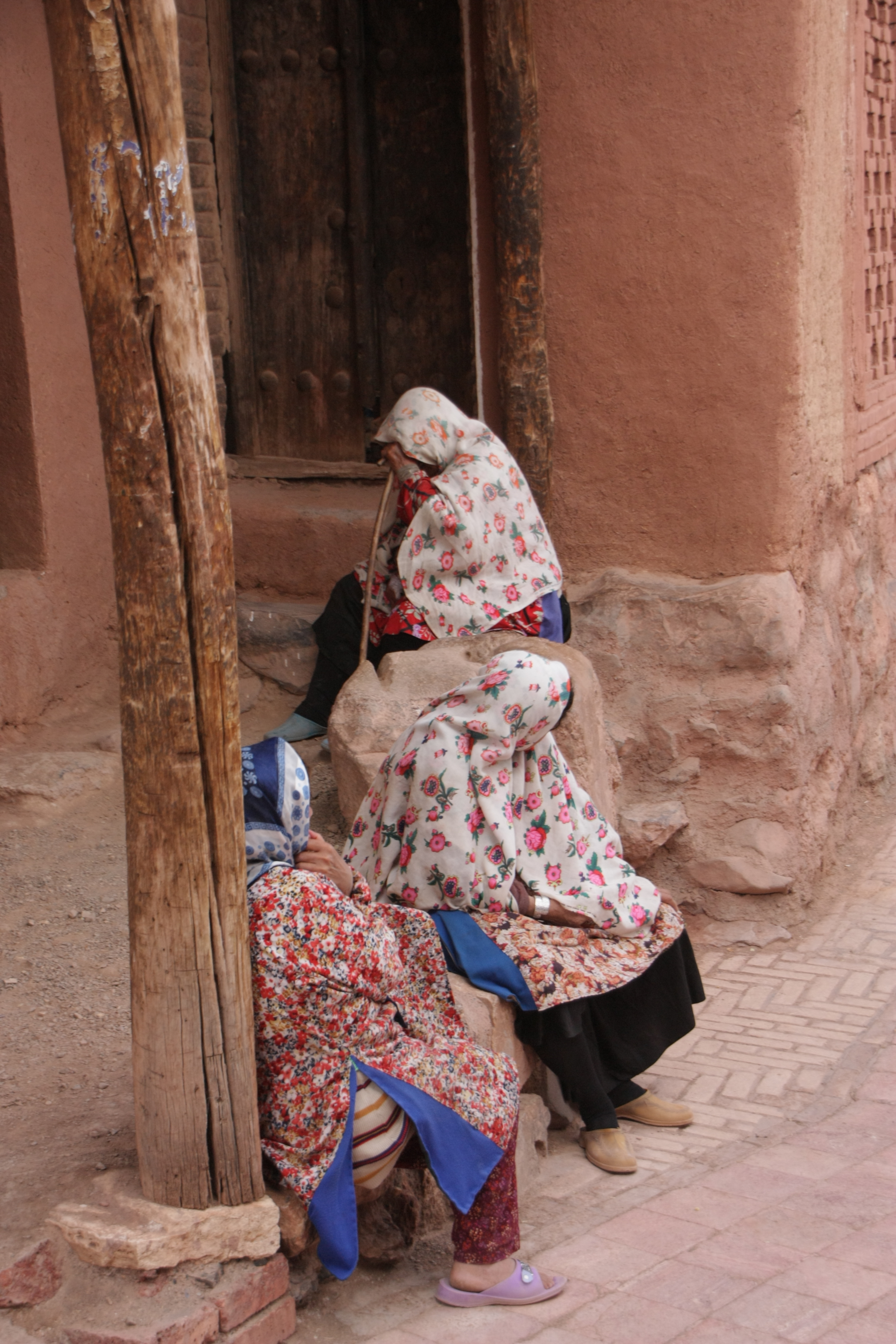
Жінки у традиційному одязі